# Palotás Petra
Palotás Petra (Budapest, 1975. augusztus 9. –) magyar író, az RTL Klub korábbi műsorvezetője.

## Életpályája
22 éves koráig (1997) édesanyjával és a testvérével a Gazdagréti lakótelepen élt. Szülei kiskorában elváltak.
Első televíziós szereplése műsorvezetőként a Griff Gentlemen's Pop-rock fesztiválon volt, 1994-ben. Még ugyanebben az évben a Top Tv könnyűzenei műsorának volt a háziasszonya. 1995-ben a Bagoly Tv-nél dolgozott pár hónapot. 1997-ben a TV3-nál a Fekete-fehér című nyereményjátékot vezette, de hallhattuk hangját a Budapest Rádióban és a Roxy Rádióban is. 1999-ben diplomát szerzett a Pázmány Péter Katolikus Egyetemen német bölcsész és kommunikációs szakon. Még ebben az évben csatlakozott az RTL Klubhoz, ahol a Bravo TV hozta meg neki az országos ismeretséget.
2005-ben indította el Te is jó nő vagy! tanfolyamát, ahol egy profi csapat segítségével átalakítja a nőket. 2006-ban jelent meg első könyve, a Bangkok titkai, melyet azóta számos másik követett.
2008-ban házasodott meg, azóta Hamburgban él férjével és kislányával.

## Műsorai
- Ötletház (szórakoztató otthonteremtő magazin)
- MeneTrend Itthon (utazási magazin)

## Könyvei
- Bangkok titkai (Art Village, 2001, ISBN 9630086824)
- Papás-mamás (Jaffa, 2010, ISBN 9789639971387)
- Bécsi kávé, pesti lány (Jaffa, 2011, ISBN 9789639971769)
- Túl az Óperencián (Jaffa, 2012, ISBN 9789639971974)
- Előbb-utóbb szerelem (Jaffa, 2013, ISBN 9786155235481)
- Vénasszonyok nyara (Álomgyár Kiadó, 2018, ISBN 9786155875922)[2]
- Szárnyaszegett pillangók 1. (Álomgyár Kiadó, 2019, ISBN 9786155929113)
- Szárnyaszegett pillangók 2. (Álomgyár Kiadó, 2019, ISBN 9786155929434)
- Igazgyöngyök (Álomgyár Kiadó, 2019, ISBN 9786156013637)
- Circus Monte-Carlo 1. – Kötéltánc (Álomgyár Kiadó, 2020, ISBN 9786156067180)
- Circus Monte-Carlo 2. – Szemfényvesztés (Álomgyár Kiadó, 2020, ISBN 9786156067203)
- Lélekszirmok (Álomgyár Kiadó, 2020, ISBN 9786150079301)
- Szárnyaszegett pillangók 2. Mámor, múlt, Málta; Álomgyár, Budapest, 2019
- Szárnyaszegett pillangók 1. Bűn, báj, Bangkok; átdolg. kiad.; Álomgyár, Budapest, 2019
- Recepciós kisasszonyok; Álomgyár, Budapest, 2021

## Családja
Édesapja Dr. Palotás János 1975-1992 között a budapesti József Attila Gimnázium igazgatója volt. Palotás János egykori országgyűlési képviselő a féltestvére. Párja 2006 óta a német Mirko Reich, akivel 2008-ban házasodtak össze. Kislányuk, Bora 2009. január 8-án született.

## Díjai
- Magyar Toleranciadíj (2010)